# Veine iléocolique
La veine iléocolique (ou veine iléo-colique) est une veine formée par la rencontre des veines vascularisant l'iléon, le côlon ascendant, le caecum et l'appendice.